# Let de Stigter-Huising

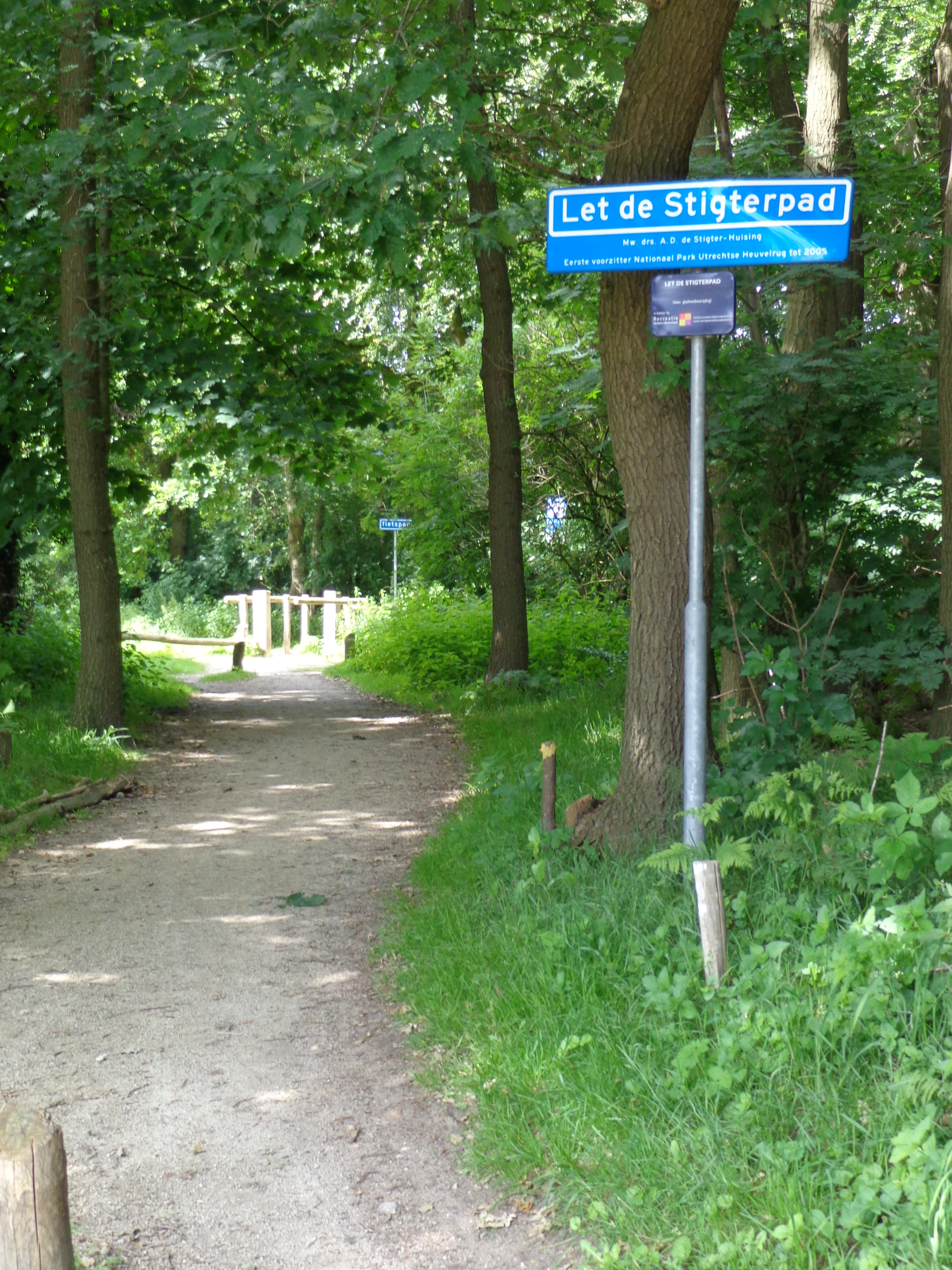
Fietspad met bordje 'Let de Stigterpad'

Alida Diderika (Let) de Stigter-Huising (Rotterdam, 14 augustus 1930 – Doorn, 14 december 2024) was een Nederlands politicus van de VVD.
Ze had economie gestudeerd in haar geboorteplaats Rotterdam en was wethouder in Naarden voor ze in oktober 1980 benoemd werd tot burgemeester van Maarn. De Stigter-Huising ging daar in september 1995 met pensioen waarna ze in 1996 voorzitter werd van de 'Gebiedscommissie Utrechtse Heuvelrug' dat later Nationaal Park Utrechtse Heuvelrug zou worden. Bij haar afscheid daar begin 2005 werd een fietspad van Rhenen naar Driebergen naar haar vernoemd: het 'Let de Stigterpad'.
De Stigter-Huising overleed op 14 december 2024 op 94-jarige leeftijd.